# فروهر
فَروَهَر (به پارسی میانه:       )، (به اوستایی: 𐬟𐬭𐬀𐬎𐬎𐬀𐬴𐬌)، (به پارسی باستان:فَرورتی) یا فَرَوَشی یا فرورتی، یکی از نیروهای مینُوی (در برابر گیتوی) است که به باور مزدیسنان پیش از پدید آمدن موجودات، وجود داشته و پس از مرگ و نابودی آنان، به عالم بالا رفته و پایدار می‌ماند. این نیروی معنوی (مینوی) که می‌توان جوهر حیاتش نامید، ازلی و جاودانی و فناناپذیر است. «فَرَوَشی» یا «فروهر» در قامت آموزه به طور جدی در متون زرتشتی نمود یافته و پرورده شده است؛ در وندیداد اهورامزدا به زرتشت می‌گوید: فروهر من را که بسیار بلندپایه، نیکو، زیبا، ثابت قدم و در پارسایی تمام است، ستایش کن. . در بُندهشن آمده است، اهورامزدا پیش از آن که فروهرها از صورت مینوی به حالت مادی درآیند، با آن‌ها مشورت نمود و آن‌ها را آزاد گذاشت، که جاویدان در عالم مینوی بمانند یا به صورت جسمانی درآمده و با سپاه اهریمن بستیزند، فروهرها پذیرفتند، که در جهان مادی بستیزند چون می‌دانستند، که دیوها را شکست خواهند داد و بدی از جهان نابود خواهد گشت. در اوستا از پنج نیروی باطنی بدین ترتیب سخن رفته‌است.
1. آهو (جان)
2. دئنا (وجدان)
3. بئوذ (نیروی شناساگر)
4. اورون (روان)
5. فروشی (فروهر)

در بارهٔ هر یک از این نیروها در بخش‌های اوستا و نوشته‌های پهلوی سخنانی آمده‌است.

## فلسفه فروهر
مطابق آموزه "فروهرها", همه هستی از دو بخش "مینو" و "گیتی" برهم آمده‌است. این دربرگیرنده همه آفریده‌های اهورامزدا و حتی دُژ-آفریده‌های اهریمن نیز می‌شود. حتی خود اهورامزدا نیز دارای فرَوَهر است. در حقیقت جهان "مینو" جایگاه توانش (بالقوگی) هر آن چیزی است که می‌تواند صورت عینی و مادی و به تعبیر دقیق "تن گیتیکی" داشته باشد. این توانش‌ها همان "فروهر"‌هایی است که خواه در جهان گیتی تنانه شده‌اند یا هنوز از کَتم قوه و توانش محض بیرون نیامده‌اند. در این آموزه جهان "فروهر"‌ها یا همان جهان "مینو" خوب مطلق است و بدی و کژی در آن راه ندارد، پس اهریمن را به آن راهی نیست اگرچه اهریمن خود دُژ-آفرینی دارد ولی نکته اینجاست که اهریمن نادان است و "ناخودآگاه" این آفرینش را به بار می‌آورد، به همین خاطر است که همواره آسیب‌رسان و مخرب آفرینش نیک اهورایی است. جهان مینوی آکنده از سامان و سازگاری است، اما شرط تحقق این سازگاری هنگام آفرینش در گیتی دانایی آفریننده است آنچه که تنها در اهورا مزدا به دلیل ویژگی مزدایی اش (دانایی) امکان تحقق دارد. این سازگاری در صحنه گیتی به "داد" بازشناسانده می‌شود و "دادگر" که همواره یک انسان آگاه است برترین یاریگر و دستیار اهورا در صحنه گیتی است. آموزه فروهرها یک فرجام‌شناسی نیز دارد چنان‌که می‌گوید جهان در یک حرکت پیوسته به سوی یگانگی دو جهان مینو و گیتی به سر می‌برد که در نتیجه آن همه "فروهر"‌ها در نهایت از توانش بیرون آمده و تنانه و مادی خواهند شد. این رویداد که "تخلیه مینو در گیتی" است در دوره واپسین تاریخ و در زمان "سوشیانس" به وقوع می‌پیوندد. در چرخه هستی یگانگی مینو و گیتی نقطه اوج شکوفایی تاریخ است که از آن پس در گیتی نیز سازگاری و هماهنگی کامل برقرار خواهد شد. تعبیر اساطیری آگاهی فروهرها از پیروزی اشان برابر اهریمن تعبیری نمادین از همین رخداد تاریخی است. رخداد پیروزی آگاهی بر ناآگاهی.
آموزه فروهر تأثیرات دیرپایی در تاریخ فلسفه داشته‌است که نمونه برجسته آن "نظریه مُثُل افلاطون" است. در واقع آنچه حکمای اسلامی با نام "عالم معقولات" از آن سخن به میان آورده‌اند ادامه دیدگاه "جهان فروهرها" است که با واسطه از "نظریه مُثُل افلاطون" برگرفته شده‌است.